# Ackerfrauenmantel
Ackerfrauenmantel (Aphanes), auch „Ackerohmkraut“ oder „Kleiner Sinau“ genannt, ist eine Pflanzengattung aus der Familie der Rosengewächse (Rosaceae).

## Merkmale
Die Vertreter der Gattung Ackerfrauenmantel sind einjährige, krautige Pflanzen. Sie bilden keine Grundblattrosette. Die Blätter sind handförmig dreispaltig, wobei wenigstens die unteren gestielt sind. Die Nebenblätter sind mit dem Blattstiel und auf der anderen Seite miteinander verwachsen und bilden derart eine trichterförmige Tute. 
Die Blüten sind klein und grün. Bei den europäischen Arten stehen sie in vier- bis zehn- (selten bis 20-)blütigen achselständigen Knäueln. Es gibt vier Kelchblätter. Der Außenkelch ist je nach Sektion klein, fehlend, oder auch fast gleich groß wie die Kelchblätter. Kronblätter fehlen. Das einzige Staubblatt setzt am Innenrand des flachen Diskus an. Das ebenfalls einzige Fruchtblatt ist gestielt.
Die Früchte sind einsamige Nüsschen, die mit ihrer Spitze aus dem Fruchtbecher herausragen.

## Verbreitung
Die Gattung ist in Amerika und Australien, von West-Europa bis Zentralasien und in den Hochländern Ostafrikas verbreitet. 

## Systematik
Die Gattung Aphanes wird innerhalb der Familie der Rosengewächse (Rosaceae) in die Unterfamilie Rosoideae und in die Tribus Potentilleae gestellt. Innerhalb dieser wird sie noch manchmal zusammen mit den Arten Lachemilla und Alchemilla in eine eigene Subtribus Alchemillinae gestellt.
Die Gattung umfasst 20 Arten.
Nach Rothmaler wird die Gattung in drei Sektionen gegliedert:
- Sektion Quadridentatae: sie besitzen keinen Außenkelch. Der monopodiale Spross ist in vegetativem Zustand gestaucht und bildet dann einen längeren Abschnitt mit Blütenstand. Sie ist auf Ostafrika beschränkt.

- Sektion Inaequidentatae: Sie besitzen einen kleinen Außenkelch. Sie bilden eine gestauchte Achse, aber keine Grundblattrosette, aus deren Blattachseln die Blühtriebe entspringen. Sie kommt im ganzen Verbreitungsgebiet der Gattung vor. Zu dieser Sektion gehören auch alle europäischen Arten. Die beiden in Mitteleuropa heimischen Arten sind:
  - Gewöhnlicher Ackerfrauenmantel (Aphanes arvensis L.)
  - Kleinfrüchtiger Ackerfrauenmantel (Aphanes inexspectata Lippert)
  - Aphanes minutiflora (Azn.) Snogerup, Bothmer & M.A.Gust., kommt im Mittelmeerraum vor.

- Sektion Aequidentatae: Ihr Außenkelch ist annähernd gleich groß wie der Kelch. Sie bilden eine lange monopodiale Achse mit endständigem Blütenstand. Sie sind auf die Anden südlich des Wendekreises beschränkt.

Molekularbiologische Untersuchungen haben gezeigt, dass Aphanes eine monophyletische Gruppe ist. Sie ist die Schwestergruppe der eurasischen Frauenmantel (Alchemilla)-Arten.

## Etymologie
Der Name Aphanes bedeutet im Griechischen unscheinbar und bezieht sich auf die unscheinbaren Blüten. 

## Belege
- Siegmund Seybold (Hrsg.): Schmeil-Fitschen interaktiv (CD-Rom), Quelle & Meyer, Wiebelsheim 2001/2002, ISBN 3-494-01327-6
- Alexander A. Notov, Tatyana V. Kusnetzova: Architectural units, axiality and their taxonomic implications in Alchemillinae. Wulfenia 11, 2004, S. 85–130. ISSN 1561-882X